# Буртівська сільська рада (Шполянський район)
Бурті́вська сільська́ ра́да — адміністративно-територіальна одиниця та орган місцевого самоврядування у Шполянському районі Черкаської області. Адміністративний центр — село Бурти.

## Загальні відомості
- Населення ради: 905 осіб (станом на 2001 рік)

## Населені пункти
Сільській раді були підпорядковані населені пункти:
- с. Бурти

## Склад ради
Рада складалася з 14 депутатів та голови.
- Голова ради: Волошин Олег Іванович
- Секретар ради: Благовісна Олена Миколаївна

### Керівний склад попередніх скликань
| Прізвище, ім'я, по батькові | Основні відомості                                                 | Дата обрання | Дата звільнення |
| --------------------------- | ----------------------------------------------------------------- | ------------ | --------------- |
| Шумілов Ігор Аркадійович    | Сільський голова, 1965 року народження, безпартійний              | 26.03.2006   | 31.10.2010      |
| Волошин Олег Іванович       | Сільський голова, 1975 року народження, освіта вища, безпартійний | 31.10.2010   |                 |

Примітка: таблиця складена за даними сайту Верховної Ради України

### Депутати
За результатами місцевих виборів 2010 року депутатами ради стали:

#### За суб'єктами висування
| Суб'єкт висування             | Кількість обраних депутатів | %    |
| ----------------------------- | --------------------------- | ---- |
| Партія регіонів               | 9                           | 64,3 |
| Самовисування                 | 3                           | 21,4 |
| Комуністична партія України   | 1                           | 7,1  |
| Політична партія «Фронт Змін» | 1                           | 7,1  |

#### За округами
| № округу                      | Прізвище, ім'я, по батькові      | Дата визнання обраним | Освіта             | Партійна приналежність              | Відомості про обраного депутата                    |
| ----------------------------- | -------------------------------- | --------------------- | ------------------ | ----------------------------------- | -------------------------------------------------- |
| Комуністична партія України   |                                  |                       |                    |                                     |                                                    |
| 10                            | Тихоненко Катерина Олексіївна    | 02.11.2010            | середня спеціальна | позапартійна                        | Буртівський філіал бібліотеки, бібліотекар         |
| Партія регіонів               |                                  |                       |                    |                                     |                                                    |
| 1                             | Олійник Владислав Григорович     | 02.11.2010            | середня спеціальна | позапартійний                       | приватний підприємець                              |
| 2                             | Благовісна Олена Миколаївна      | 02.11.2010            | середня спеціальна | позапартійна                        | Буртівська сільська рада, секретар                 |
| 3                             | Відняк Любов Миколаївна          | 02.11.2010            | вища               | позапартійна                        | Буртівський НВК, вчитель                           |
| 6                             | Шпильова Лідія Іванівна          | 02.11.2010            | середня спеціальна | позапартійна                        | Відділення ощадбанкку, контролер-касир             |
| 8                             | Максимів Оксана Іванівна         | 02.11.2010            | середня            | позапартійна                        | приватний підприємець                              |
| 9                             | Бондарєва Ольга Дмитрівна        | 02.11.2010            | середня спеціальна | позапартійна                        | Буртівська сільська рада, рахівник-касир           |
| 11                            | Дорошенко Світлана Володимирівна | 02.11.2010            | вища               | позапартійна                        | Буртівський НВК, вчитель                           |
| 13                            | П'яних Василь Васильович         | 02.11.2010            | вища               | позапартійний                       | пенсіонер                                          |
| 14                            | Крещенко Сергій Олексійович      | 02.11.2010            | середня спеціальна | позапартійний                       | приватний підприємець                              |
| Політична партія «Фронт Змін» |                                  |                       |                    |                                     |                                                    |
| 4                             | Штельмах Тетяна Петрівна         | 02.11.2010            | середня спеціальна | член Політичної партії «Фронт Змін» | Буртівська сільська рада, бухгалтер                |
| Самовисування                 |                                  |                       |                    |                                     |                                                    |
| 5                             | Шумило Василь Антонович          | 02.11.2010            | середня            | позапартійний                       | СТОВ «Україна», заступник директора                |
| 7                             | Черевко Віктор Миколайович       | 08.11.2010            | середня спеціальна | позапартійний                       | тимчасово не працює                                |
| 12                            | Остапчук Світлана Миколаївна     | 02.11.2010            | середня спеціальна | позапартійна                        | фельдшерсько-акушерський пункт с. Бурти, завідувач |